# Casa de Campo (barri)
Casa de Campo és un barri administratiu de Madrid, part del districte de Moncloa-Aravaca. Limita al sud amb el districte de Latina (barris de Campamento, Lucero i Puerta del Ángel), al nord amb la Ciutat Universitària, a l'oest amb Argüelles i a l'oest amb el municipi de Pozuelo de Alarcón. Amb una superfície de 17.470075 km², la major part de la seva extensió comprèn el parc homònim. Té un perímetre de 19.233 m. Al setembre de 2018 comptava amb una població de 12.909 habitants. En la seva part meridional es troba el recinte firal Casa de Campo, on al seu torn es localitza el pavelló multiusos Madrid Arena.